# برونبيرغ
برونبيرغ (بالإنجليزية: Brünberg)‏ هو أحد جبال سلسلة جبال الألب البرنية وجزء من القمة الأم فينستيرارون يقع في كانتون برن، سويسرا. يبلغ ارتفاع الجبل حوالي 2982 متر، بينما يبلغ ارتفاع نتوء الجبل 170 متر.